# Rhachoepalpus notatus
Rhachoepalpus notatus là một loài ruồi trong họ Tachinidae.